# Slovenija na Svetovnem prvenstvu v hokeju na ledu 1995
Slovenija je na Svetovnem prvenstvu v hokeju na ledu 1995 C, ki je potekalo med 20. in 26. marcem 1995 v Bolgariji, z dvema zmagama in dvema porazoma zasedla sedmo mesto. 

## Postava
- Selektor: Rudi Hiti
- Vratarji: Zvonimir Bolta, Luka Simčič
- Branilci: Tom Jug, Boris Kunčič, Drago Mlinarec, Samo Kumar, Borut Potočnik, Andrej Brodnik, Elvis Bešlagič, Borut Vukčevič
- Napadalci: Tomaž Vnuk, Jure Vnuk, Dejan Kontrec, Nik Zupančič, Andrej Razinger, Jure Smolej, Rok Rojšek, Sašo Pretnar, Dejan Varl, Ivo Jan

## Tekme

### Predtekmovanje
| 21. marec 1995 | Belorusija | 5–4 | Slovenija | Sofija |

| Poročilo tekme | Poročilo tekme | Poročilo tekme | Poročilo tekme | Poročilo tekme |
| -------------- | -------------- | -------------- | -------------- | -------------- |
|                |                | (2:0,2:2,1:2)  |                |                |

| 22. marec 1995 | Slovenija | 3–6 | Estonija | Sofija |

| Poročilo tekme | Poročilo tekme | Poročilo tekme | Poročilo tekme | Poročilo tekme |
| -------------- | -------------- | -------------- | -------------- | -------------- |
|                |                | (1:2,1:4,1:0)  |                |                |

### Za 7.do 9. mesto
| 24. marec 1995 | Slovenija | 7–3 | Srbija | Sofija |

| Poročilo tekme | Poročilo tekme | Poročilo tekme | Poročilo tekme | Poročilo tekme |
| -------------- | -------------- | -------------- | -------------- | -------------- |
|                |                | (1:0,5:1,1:2)  |                |                |

| 26. marec 1995 | Bolgarija | 1–13 | Slovenija | Sofija |

| Poročilo tekme | Poročilo tekme | Poročilo tekme | Poročilo tekme | Poročilo tekme |
| -------------- | -------------- | -------------- | -------------- | -------------- |
|                |                | (0:6,0:3,1:5)  |                |                |